# Prix René Turpin de cancérologie - Fondation de l'Institut de France
Le prix René Turpin de cancérologie - Fondation de l'Institut de France est un prix biennal de cancérologie, décerné sur proposition de l'Académie des sciences. Le prix est attribué pour la première fois en 2004. Son montant est de 8 000 € en 2020, certaines années antérieures il était doté de 15 000 €.

## Lauréats
- 2024 : Carole Robert, professeure à l'Institut Gustave-Roussy, Inserm
- 2022 : Sandrine Etienne-Manneville, Directrice de recherche CNRS, unité Dynamique cellulaire physiologique et pathologique (CNRS/Institut Pasteur)
- 2020 : Guillaume Montagnac, chercheur Inserm au sein de l’unité « dynamique des cellules tumorales » qu’il dirige au centre Gustave-Roussy[1].
- 2018 : Isabelle Janoueix-Lerosey, directrice de recherche à l’Inserm, à l’Institut Curie à Paris.
- 2016 : Daniel Metzger, directeur de recherche au CNRS, Institut de génétique et de biologie moléculaire et cellulaire à Illkirch.
- 2012 : Jean-Philippe Girard
- 2010 : Éric Vivier
- 2008 : Claude Sardet
- 2006 : William Vainchenker
- 2004 : Jessica Zucman-Rossi, médecin chercheur en cancérologie à l'Inserm.